# Hydriomena feminata
Hydriomena feminata là một loài bướm đêm trong họ Geometridae.